# Piste olympique de luge de Villard-de-Lans
La  piste olympique de luge de Villard-de-Lans est un parcours de luge utilisé pour les Jeux olympiques d'hiver de 1968 à Grenoble. La piste fut construite à 2 km au sud de la station, sur un versant nord au lieu-dit « le bois du Prier», là où la pente présentait une orientation et une déclivité satisfaisantes pour cette installation. La piste olympique de bobsleigh était elle située à l'Alpe d'Huez.
Si la piste est restée active jusqu'à la fin des années 80, seul le dernier tronçons de 400 mètres est de nos jours encore utilisé pour la pratique de luge d'été.

## Histoire

### Construction
La station du massif du Vercors a une tradition de la pratique de la luge et accueille en 1959 les quatrièmes championnats de luge (en).
Lors du dossier de candidature, trois sites du Vercors sont retenus : les épreuves de luge à Villard-de-Lans, les épreuves de ski nordique à Autrans et le saut à ski à Saint-Nizier-du-Moucherotte avec la construction du grand tremplin du Dauphiné spécifiquement pour le saut à ski.
En juin 1966, la construction est lancée et la piste fut livrée à la compétition pour une épreuve test l'année suivante ; elle est conçue sur le versant nord du Bois du Frier avec l'aide de l'ancien lugeur polonais Jan Steler : les travaux comprenaient la construction d'une piste en béton de 1 000 m de longueur sur 110 m de dénivelé, à une altitude de départ de 1 110 m mètres (la pente moyenne étant de 11 % avec un maximum de 18,6 % ). Les athlètes pouvaient atteindre des vitesse de 90 à 110 km/h.
Le parcours était composé de 18 virages dont un virage en S, un labyrinthe et un virage en épingle à cheveux.

### Jeux olympiques d’hiver de 1968

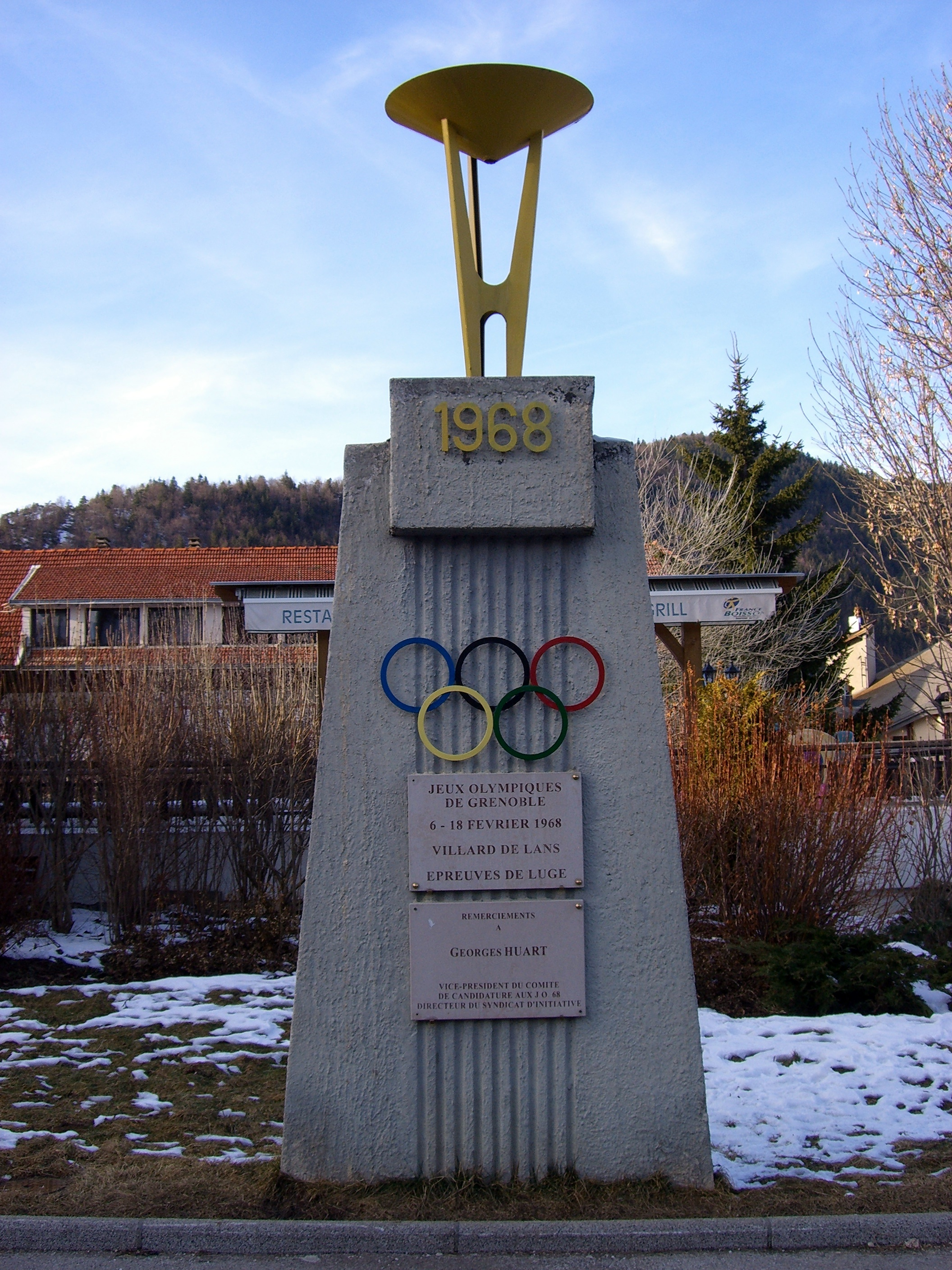
Monument des JO de Grenoble 1968

Toutes les compétitions ont été plusieurs fois retardées à cause de températures élevées et certaines courses ont même dû être raccourcies, sans reproduire le fiasco des épreuves de bobsleigh dont la piste était orienté plein sud et en plein soleil.
La compétition a été marquée par la disqualifications des deux Allemandes de l'Est, Ortrun Enderlein et Anna-Maria Müller qui, après avoir mené le classement après trois descentes, ont été accusés d'avoir chauffé à blanc les patins de leurs luges. La quatrième manche a été annulée et c'est l'Italienne Erika Lechner qui remporta l'épreuve. Selon des documents de la Stasi révélés en 2006, le responsable de la FIL qui a pris la décision aurait été soudoyé par la République fédérale d'Allemagne et l'Autriche pour porter cette allégation sans avoir la preuve que la fédération est-allemande ait réellement triché. 
Le double masculin est-allemand composé de Klaus Bonsack et Thomas Köhler remporte l'or après avoir gagné respectivement l'argent et le bronze en individuel.
Un grave accident marqua la première manche dames : l'Italienne Pabst arrivant à l'entrée du virage 15 fut projetée et se reçut violemment sur le patin droit ; elle fut grièvement blessée avec un enfoncement du bassin par la tête du fémur et dû être évacuée.

### Après les Jeux olympiques
La vasque olympique secondaire de Villars-de-Lans est toujours présente à proximité de l’office du tourisme.
Abandonnée à la fin des années 80, le dernier tronçon a été enduite d'une résine de synthèse pour y pratiquer de la luge en été.
Frédéric Bertrand (en), ancien lugeur à Albertville en 1992, a racheté le site en 1998 pour proposer un parcours acrobatique forestier.